# Kristotomus petiolatus
Kristotomus petiolatus là một loài tò vò trong họ Ichneumonidae.